# منحوت مقطعي
المنحوت المقطعي هو اللفظ المنحوت من مقطعين أو مقاطع مأخوذة من لفظين أو ألفاظ كثيرة.

## أمثلة

### ألمانية
| المنحوت | المنحوت منه    | المعنى |
| ------- | -------------- | ------ |
| Schiri  | Schiedsrichter | حكم    |
| Trafo   | Transformator  | محول   |